# Phengaris nausithous
Phengaris nausithous је инсект из реда лептира (лат. Lepidoptera) и породице плаваца (лат. Lycaenidae).

## Распрострањење
Врста има станиште у Азербејџану, Аустрији, Белорусији, Бугарској, Грузији, Јерменији, Казахстану, Мађарској, Молдавији, Немачкој, Пољској, Румунији, Русији, Украјини, Француској, Црној Гори, Чешкој, Швајцарској и Шпанији.

## Станиште
Врста Phengaris nausithous има станиште на копну.

## Угроженост
Ова врста је на нижем степену опасности од изумирања, и сматра се скоро угроженим таксоном.